# Autoba albistrota
Autoba albistrota är en fjärilsart som beskrevs av W. Warren 1913. Autoba albistrota ingår i släktet Autoba och familjen nattflyn. Inga underarter finns listade i Catalogue of Life.